# Mary Moorman
Mary Ann Moorman (5 de agosto de 1932) fue una testigo del asesinato de John F. Kennedy, conocida por haber tomado una fotografía polaroid que suscitó gran especulación entre los investigadores del atentado.

## Biografía
Su nombre de soltera es Mary Ann Boshard. Se divorció de Donald G. Moorman en 1973, y volvió a casarse con Gary Krahmer. Su personaje fue interpretado por Sally Nystuen en la película JFK, dirigida por Oliver Stone en 1991. 

## Testimonio
El 22 de noviembre de 1963, Moorman estaba de pie a unos 60 cm de la curva de Elm Street en la Plaza Dealey de Dallas, Texas, enfrente de la pérgola de cemento desde la que Abraham Zapruder y su ayudante Marilyn Sitzman estaban grabando la visita presidencial. Moorman estaba a unos 6 metros detrás y a la izquierda del presidente, tomando fotos junto a su amiga Jean Hill, como claramente se observa en la película de Zapruder.
Coincidiendo con los fotogramas Z-315 o Z-316, aproximadamente 1/6 de segundo después de que una bala impactase en la cabeza de John F. Kennedy, Moorman tomó una fotografía polaroid (la quinta de esa jornada) en la que se aprecia la limusina del presidente y parte del área conocida como "grassy knoll".

### Polémica

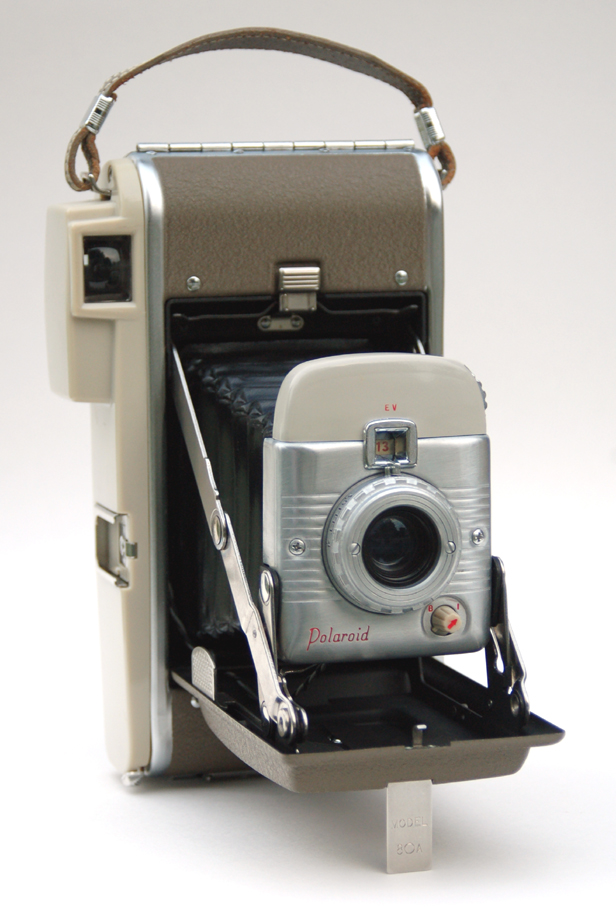
Polaroid Highlander modelo 80A.

Lo que aparece en el último término de esa fotografía ha sido objeto de enconadas polémicas. Sobre el "promontorio de hierba", distintas investigaciones han creído reconocer hasta cuatro siluetas humanas, hipótesis que otros han negado por considerarlas simples sombras o ramas. De estas hipotéticas personas, la más claramente perceptible ha sido denominada "Hombre de la insignia", supuestamente un funcionario policial. Otros investigadores afirman reconocer a Gordon Arnold, un hombre que décadas después declaró haber presenciado el asesinato, otro hombre con un casco de obrero, y un personaje con sombrero, situado detrás del cercado de madera.
Moorman afirmó haber oído un disparo en el momento en que la limusina presidencial pasaba ante ella, y uno o dos disparos más después de la explosión de la cabeza del presidente. Declaró ser incapaz de decir el origen de los disparos, y negó haber visto a nadie en las inmediaciones que le pareciese implicado en el atentado. Moorman fue interrogada por el jefe de la policía del condado de Dallas, y más tarde por el FBI, pero no fue llamada a declarar ante la Comisión Warren.

### Subasta
Moorman vendió la polaroid del asesinato de JFK por 175.000 dólares el 20 de enero de 2008, mediante una subasta en eBay.